# Hazem Abou Ismaïl
Hazem Abou Ismaïl (Gizeh, 16 juni 1961) is een Egyptisch advocaat, salafistisch prediker, televisiepersoonlijkheid en politicus. Hij deed verschillende vergeefse pogingen om in het parlement te komen en werd uitgesloten voor de presidentsverkiezingen van 2012. Na de afzetting van president Morsi werd hij evenals veel andere Moslimbroeders gevangengezet.

## Biografie
Abou Ismaïl werd geboren in Dokki in Gizeh. Zijn vader was de islamist Salah Abou Ismaïl, een prominent lid van de Moslimbroederschap die lange tijd in het parlement heeft gezeten en als wetenschapper verbonden was aan de Al-Azhar-universiteit. Hij slaagde in 1982 voor zijn bachelorgraad in de rechten aan de Universiteit van Caïro. Sindsdien werkt hij als advocaat en trad ook op in mensenrechtzaken tijdens het regime van Hosni Moebarak. Hij verdedigde onder meer Khairat el-Shater, een vooraanstaand leider van de Moslimbroederschap.
Hij staat bekend om zijn extreme levensvisie, scherpe retoriek en zijn zware kritiek op de situatie van de mensenrechten onder Moebarak en de rol van de Verenigde Staten in de regio. Onder Moebaraks presidentschap werd hij echter nooit vastgezet. Hij was een vroege voorstander van de Egyptische Revolutie, ondanks dat sommige salafistische leiders opstand tegen de leiding van het land verboden. Erna richtte hij zijn pijlen op de Opperste Raad van de Strijdkrachten (SCAF) en beschuldigde de generaals de eisen uit de revolutie te verraden. Op televisie was hij geregeld te zien als salafistisch prediker en tijdens de revolutie riep hij kijkers op om op te staan tegen de "onrechtvaardige leiders".
Hij is van mening dat de discriminatie van koptische christenen in Egypte minder groot is dan wordt beweerd. Ook beweert hij dat de kopten beter af zijn dan islamieten in de Verenigde Staten, omdat ze kerkklokken mogen luiden terwijl islamieten in de VS niet mogen oproepen voor het gebed. Vrouwen mogen naar zijn mening werken als ze alleenstaand zijn om de kost te kunnen verdienen, hoewel ze ervoor moeten kunnen kiezen om huisvrouw te zijn, de volgens hem voorgeschreven rol voor een getrouwde vrouw. Hoofddoeken wil hij verplicht gesteld zien, evenals scheiding van seksen op de werkvloer.
In 1995 probeerde hij voor het eerst in het parlement te komen en in 2005 deed hij nogmaals een vergeefse poging. Beide malen was hij kandidaat voor de Moslimbroederschap en liep hij de verkiezing naar eigen zeggen mis, omdat hij door de autoriteiten werd gedwarsboomd. In mei 2011 kondigde hij aan zich te willen kandideren voor de presidentsverkiezingen van 2012. Hij werd echter uitgesloten van de verkiezingen, omdat zijn moeder een buitenlandse (Amerikaanse) nationaliteit had toen ze nog in leefde.
Na de afzetting van Mohamed Morsi als president van Egypte op 3 juli 2013, werden veel Moslimbroeders opgepakt. Abou Ismaïl werd twee dagen na de machtsovername opgepakt, officieel vanwege smaad en laster van de politie in een videoclip op het internet en vervalsing van papieren toen hij zich aanmeldde als presidentskandidaat. In januari 2014 is hij nog steeds in afwachting van zijn proces.